# Nové Město nad Metují
Nové Město nad Metují település Csehországban, Náchodi járásban. Nové Město nad Metují Provodov-Šonov, Nahořany, Chlístov, Slavoňov, Vršovka, Ohnišov, Libchyně, Dobruška, Jestřebí, Černčice és Přibyslav településekkel határos. Lakosainak száma 9304 fő (2024. január 1.).

## Népesség
A település lakosságának változását az alábbi diagram mutatja:
| Lakosok száma | 3789 | 4507 | 5699 | 5836 | 9709 | 10 074 | 9517 | 9436 | 9132 | 9304 |
|               | 1869 | 1890 | 1921 | 1950 | 1980 | 2001   | 2017 | 2019 | 2022 | 2024 |